# غرقد كليل
الغرقد الكليل أو غرغد (باللاتينية: Nitraria retusa)  نوع من النباتات ينتمي إلى جنس الغرقد من الفصيلة الغرقدية وينمو في المناطق الجافة.

## الوصف النباتي
نبات الغرقد الكليل شجيرة رعي منتشرة منخفضة عرضها 60 سم. أوراقه وبرية مزرقّة. الأزهار صفراء مخضرة عرضها 6 ملم، رائحتها زكية. الثمرة حسلة أسطوانية عصيرية حمراء.

## تصنيفها
يطلق اسم الغردق خطأ على نوع آخر مختلف من النباتات من جنس Lycium (العوسج). والمشترك بينها أنها نباتات شوكية تنمو في المناطق الجافة.

## الأسماء العلمية المرادفة
- (باللاتينية: Nitraria retusa)
- (باللاتينية: Nitraria tridentata)

## الأسماء الشائعة
غرقد كليل، غردق كليل، شجرة الملح، شجرة النترات.

## في التراث الديني

### الإسلامي
ورد ذكر الشجرة في حديث نبوي برواية أبي هريرة في صحيح البخاري وصحيح مسلم.
فقد روى الشيخان عن أبي هريرة أن النبي صلى الله عليه وسلم قال: «لا تقوم الساعة حتى تقاتلوا اليهود، حتى يقول الحجر وراءه اليهودي: يا مسلم هذا يهودي ورائي فاقتله»، وفي رواية لصحيح مسلم: «لا تقوم الساعة حتى يقاتل المسلمون اليهود، فيقتلهم المسلمون حتى يختبئ اليهودي من وراء الحجر والشجر، فيقول الحجر أو الشجر: يا مسلم، يا عبد الله، هذا يهودي خلفي، فتعال فاقتله.. إلا الغرقد، فإنه من شجر اليهود» ، ورواه الشيخان من حديث ابن عمر بلفظ: «تقاتلون اليهود، فتسلطون عليهم، حتى يختبئ أحدهم وراء الحجر، فيقول الحجر: يا عبد الله، هذا يهودي ورائي فاقتله»

### اليهودي
ذكرت الغرقد في التوراة في سفر القضاة في الإصحاح التاسع باعتباره العوسج (في الترجمة العربية) وهذا ليس صحيحًا.

## وصلات خارجية
- صور للغرقد Nitraria retusa